# David LaChapelle
Pour les articles homonymes, voir Lachapelle.
David LaChapelle, né le 11 mars 1963 à Fairfield dans le Connecticut (États-Unis), est un photographe et réalisateur américain connu dans les domaines de la mode, de la publicité et de la photographie d'art.
Son œuvre, empreinte de surréalisme et d'humour, reste très influencée par l'érotisme et fait référence aux œuvres de James Bidgood.

## Biographie
David LaChapelle est né le 11 mars 1963 à Fairfield, dans le Connecticut.
Son premier cliché est une photographie de sa mère, Helga LaChapelle, dans un bikini, sur un balcon de Porto Rico. Ce fut le déclenchement de sa passion.
Avant de devenir artiste, il a travaillé durant quelque temps au Studio 54, club mythique de New York, alors qu'il n'était encore qu'un étudiant.

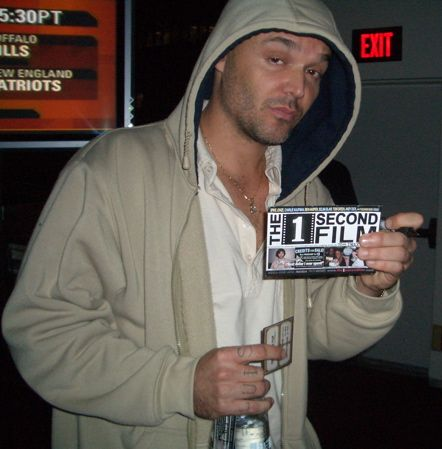
David LaChapelle en novembre 2004.

Il s'est exercé en tant qu’artiste à l'école des arts de Caroline du Nord, puis à celle de New York. À son arrivée, LaChapelle s'est inscrit dans l’association des étudiants d'arts et à l'École des Arts Visuels. Andy Warhol lui a offert son premier travail dans le magazine Interview.
Ses publications contiennent de nombreux portraits de vedettes américaines, telles que Britney Spears, Marilyn Manson, Ryan Phillippe, Drew Barrymore, Uma Thurman, Leonardo DiCaprio, Pamela Anderson, Lana Del Rey, Naomi Campbell, ou celle qu'il présente comme sa muse, Amanda Lepore.
Son travail, généralement réalisé au service d'un produit de l'industrie de la mode (vêtements, accessoires…) consiste à fixer une image de la fortune bâtie sur la popularité marchande telle qu'elle serait affranchie des lois (Paris Hilton, apologie des drogues dures) et à offrir à un public de la petite bourgeoisie l'assurance d'appartenir à une classe sociale séparée des labeurs du monde.
En 2005, David LaChapelle apparaît dans son propre rôle dans le film Dig! d'Ondi Timoner.
Il réalise la même année Rize, un documentaire sur le krumping et le clowning - danses nées dans la communauté Afro-américaine de South Central Los Angeles qui se caractérisent par des pas et des mouvements d'une vitesse et d'une difficulté stupéfiante - qui fut primé au festival du film de Sundance et à l'Aspen Film Festival (en).
En 2006, il quitte sa carrière de photographe pour les grands magazines de mode et s'installe dans une ferme biologique à Hawaï : « J'ai arrêté parce que je n'avais plus rien à dire sur la mode. Je vivais dans un paradoxe : j'étais conscient que le bonheur ne vient pas en achetant une paire de chaussures de plus ou un nouveau sac, et pourtant c'est ce que les magazines disaient. Alors même si j'étais au top, j'ai suivi mon instinct et je suis parti. J'ai décidé d'être paysan ».
Il continue cependant ponctuellement de faire de la photographie, par exemple dans sa fresque Landscape, qui dénonce les conséquences de l'industrialisation.
En 2009, il fait poser la chanteuse Lady Gaga nue, pleine de cicatrices, ses seins et son sexe cachés par des journaux.
Récemment[Quand ?] classé parmi les dix personnalités les plus importantes de la photographie dans le monde par le magazine American Photo, il poursuit sa carrière avec de nombreuses récompenses.
En 2009, la Monnaie de Paris présente plus de deux cents clichés de David LaChapelle. Le magazine Photo lui consacre un numéro spécial en mars.
Il est représenté par la galerie Daniel Templon à Paris et Bruxelles.

## Techniques
La vivacité des couleurs qui caractérise son style est obtenue au tirage, par l'utilisation de négatifs couleurs.
L'univers surréaliste de ses photographies n'est pas dû à des trucages informatiques : « C'est beaucoup plus drôle, si on veut photographier une fille assise sur un champignon de fabriquer le champignon et de l'asseoir dessus, que de le faire à l'ordinateur. De même si on veut mettre une fille nue et un singe en plein Times Square… ».

## Distinctions
- 1995, prix du "Meilleur nouveau photographe de l'année" à la fois par French Photo Magazine et American Photo Magazine.[réf. souhaitée]
- 1996, prix du Photographe de l'année au VH-1 Fashion Awards
- 1996, prix de la photographie appliquée par le Centre international de la photographie
- 1997, prix du Meilleur design de livre du Art Directors Club pour LaChapelle Land
- 1998, prix du meilleur Essai d'Avant-Garde (Best “Cutting Edge Essay”) et prix du Style de Photographie aux "Life magazine’s Alfred Eisenstadt Awards" pour ses publications dans le magazine the Eisies
- 1999, prix de la couverture de l'année pour la revue the Eisies
- 1999, classé deuxième dans la liste des "20 personnes à suivre en 2000" de CNN.

## Filmographie
- 2005 : Rize

### Publicités
- Burger King's Whopper
- H&M
- Lost (2006)
- Burger King's Fantasy Ranch
- Troubadix
- XM Satelite radio Elton John
- Phat Ride Dog Food Vanity
- True Star
- Britney Spears live from Miami
- Mac in store movie
- Stacked
- MTV Raw
- Desperate Housewives (2005 et 2007)
- Passionata - Rocking horse (2008)
- Capella Collection Jinx
- Schweppes avec Uma Thurman - 2011
- Borgia - 2011
- HappySocks - 2013
- Sexe Funcky - 2013

### Vidéos musicales
- Amy Winehouse : Tears Dry on Their Own
- Robbie Williams : Advertising Space
- Elton John : All That I'm Allowed, Someone Saved My Life, Answer in the Sky
- No Doubt : It's my life
- Britney Spears : Everytime, Make me (Feat. G-Eazy)
- Ryan Phillippe : Armani
- Jennifer Lopez : I'm glad, Do It Well
- Blink 182 :  Feeling This
- The Vines : Outtathaway
- Elton John et Justin Timberlake : This Train Don't Stop There
- Christina Aguilera : Dirrty, Can't Hold Us Down (Feat. Lil'Kim), The voice Within
- Moby :  Natural Blues
- Gwen Stefani et Eve : Rich Girl
- Norah Jones : Those Sweet Words
- Macy Gray : She Ain't Right for You
- Avril Lavigne : I'm With You
- Joss Stone : Super Duper Lover
- The Dandy Warhols : Not if You Were The Last Junkie on Earth
- Mariah Carey : Loverboy & loverboy remix
- Kelis : Good stuff
- Florence and the Machine : Spectrum
- Indochine : L'Amour Fou

## Étude d'une œuvre[Quoi ?]
- Museum, Cibachrome sur diasec avec plexi de 2 × 4 mm, 182,2 × 246,38 cm. Cette photographie, exposée chez des antiquaires de Bruxelles, en 2008 fait partie d'une série intitulée Déluge. Elle représente la salle d'un musée imaginaire, inondée. Le sol est encore recouvert d'une nappe d'eau où flotte divers objets, la trace du plus haut niveau des eaux est visible au bas des tableaux accrochés au mur. On distingue de gauche à droite La Peste de Michael, Sweerts, collection particulière, New York, Hécube et Polyxène de Merry-Joseph Blondel, Los Angeles, musée d'art du comté de Los Angeles, une des versions de La Femme au perroquet de Gustave Courbet, Hercule et Omphale de François Boucher, Moscou, musée Pouchkine.

## Expositions[3]

### Expositions personnelles (sélection)
2019
Acts of God, La Venaria Reale, Turin, Italie
Castles in the Sky : Fantasy architecture in contemporary Art, Coral Gables Museum, Coral Gables, Etats-Unis
2018
David LaChapelle, Letter to the World, Galerie Templon, France
David LaChapelle : After the Deluge, Beaux Arts de Mons, Mons, Belgique
Good News for Modern Man, musée de Groningue, Groningue, Pays-Bas
Back to Nature, Museum Frieder Burda, Berlin, Allemagne
2017
LOST+FOUND, Casa dei Tre Oci, Venise, Italie; Instituto Cultural Cabañas, Guadalajara, Mexique
Exposition personnelle, Ara Modern Art Museum, Séoul, Corée du Sud
Exposition personnelle, Beaux-Arts de Mons, Mons, Belgique
Exposition personnelle, Ballarat International Foto Biennale, Ballarat, Australie
2016
Bling Bling Baby Show, NRW Forum, Düsseldorf, Allemagne
Gas Stations, Edward Hopper House, Nyack, New York, États-Unis
Exposition personnelle, Centro de la Fotografia, Montevideo, Uruguay
Illuminacion, Fundacion Union, Montevideo, Uruguay
Exposition personnelle, Museo Agadu, Montevideo, Uruguay
LACHAPELLE, Moca Bangkok, Bangkok, Thaïlande
Exposition personnelle, Usina del Arte, Buenos Aires, Argentine
2015
Fotografias 1984 – 2013, Museum of Contemporary Art Chile, Santiago, Chili
After the Deluge, palais des expositions, Rome, Italie
Fotografias 1984 – 2013, Museo de Arte Contempraneo, Lima, Pérou
2014
Land Scape, Galerie Daniel Templon, Paris, France
Land Scape, Public exhibition at bus stop R / Aldwych, Londres, Royaume-Uni
2013
Still Life, Galerie Daniel Templon, Paris, France
2012
Burning Beauty, Fotografiska Museet, Stockholm, Suède
David LaChapelle, Lu.C.C.A. Museum, Lucca, Italie
Artist of the Year, American Friends of the Tel Aviv Museum, New York, États-Unis
David LaChapelle, BEXCO Art Center, Busan, Corée du Sud
2011
David LaChapelle, Hangaram Design Museum - Seoul Art Center, Séoul, Corée du Sud
Nosotros: La Humanidad Al Borde Puerto Rico, Museo de Arte Contemporaño de Puerto Rico, Porto Rico
David LaChapelle, Shanghai Duolun Museum of Modern Art, Shanghai, Chine
David LaChapelle: Earth Laughs in Flowers, Kestner-Gesellschaft, Hanovre, Allemagne
2010
Post Modern Pop Photography, musée d'Art de Tel Aviv, Tel Aviv, Israël
The Rape of Africa Mocca Courtyard, Museum of Contemporary Canadian Art, Toronto, Canada
David LaChapelle, MOCA Taipei, Taipei, Taiwan
2009
Delirium of Reason, Museo De Las Artes Guadalajara, Mexico, Mexique
Retrospective, Musee de la Monnaie de Paris, Paris, France
Delirium of Reason, Antiguo Colegio de San Ildefonso, Mexico, Mexique
2008
David LaChapelle, Forte Belvedere, Florence, Italie
David LaChapelle, National Museum, Cracovie, Pologne
David LaChapelle, Fotografiska Museet, Stockholm, Suède
Heaven to Hell / Bellezas y Desastres, MUBE Museum, Sao Paulo, Brésil
2007
David LaChapelle, palais royal, Milan, Italie
Heaven to Hell / Bellezas y Desastres, MALBA Museum, Buenos Aires, Argentine
2006
VIP: Very Important Portraits, musée de Capodimonte, Naples, Italie
Men & War, Helmut Newton Foundation, Berlin, Allemagne
2005
David LaChapelle, KALS'ART, Palerme, Italie
Artists Prostitutes, Deitch Projects, New-York, États-Unis
2004
Portraits of Musicians, Palais Kinsky - Rudolf Budja Galerie, Freyung, Vienne, Autriche
2003
All American, Rockefeller Center (Montblanc International), New York, États-Unis
David LaChapelle, Moscow Photo Festival (James Gallery), Moscou, Russie
2002
David LaChapelle, Barbican Museum, Londres, Royaume-Uni
LACHAPELLE, Vienna Kunsthaus, Vienne, Autriche
2001
David LaChapelle, Galleria Carla Sozzani, Milan, Italie
David LaChapelle, Photology (Villa Impero), Bologne, Italie
2000
Femmes Plus Que Femmes, Museo de Arte Brazileira, San Paulo, Brésil
1999
20th Festival de la Mode, Galeries Lafayette, Paris, France
Hotel LaChapelle, Palazzo delle Esposizioni, Rome, Italie
The Beautiful & Bizarre, School of Visual Arts, New York, États-Unis
1998
David LaChapelle, Palacio Pombal, Oieras, Portugal
LaChapelle Land, Les Rencontres d'Arles, Arles, France
1997
LaChapelle Land, Photology, Milan, Italie
1995
Javier Cibachromes, Trabia MacAfee, New York, États-Unis
1989
David LaChapelle, Santa Fe Center for Photography, Santa Fe, Nouveau-Mexique, États-Unis
Life Never Dies, Mars, New York, États-Unis
1986
Taking Pictures is Fun, Palladium (en), New York, États-Unis

### Expositions collectives
- 2024 : Beauté fragile : photographies de la collection Sir Elton John et David Furnish rassemblant plus de 300 photographies de 140 photographes couvrant la période de 1950 à nos jours qui relatent l'histoire de la photographie moderne et contemporaine, explorant des thèmes tels que la mode, le reportage, le portrait de célébrités, le corps masculin et la photographie américaine, avec des œuvres de nombreux artistes contemporains, parmi lesquels notamment Diane Arbus, Richard Avedon, Lewis Baltz, William Eggleston, Bruce Davidson, Nan Goldin, Peter Hujar, David LaChapelle, Herman Leonard, Sally Mann, Robert Mapplethorpe, Zanele Muholi, Herb Ritts, Cindy Sherman, Alec Soth ou encore Ai Weiwei, Victoria and Albert Museum, South Kensington, Londres, du 18 mai 2024 au 5 janvier 2025 [10],[11],[12]

## Publications
Il a publié des livres de photographies (portraits de célébrités).
- Artists & Prostitutes
- Heaven to Hell
- Hotel LaChappelle
- LaChappelle Land
- Eros Fotografia
- Barbican Gallery
- Photology
- Palazzo delle Esposizioni
- Artmosphere Catalogue
- Lost + Found Part I. Taschen, 2017.
- Good News Part II. Taschen, 2017.